# 애프터 썬셋
《애프터 썬셋》(영어: After the Sunset)은 미국에서 제작된 브렛 래트너 감독의 2004년 하이스트 액션 코미디 영화이다. 피어스 브로스넌, 살마 하예크, 우디 해럴슨, 돈 치들 등이 출연하였고, 보 플린, 제이 스턴, 트립 빈슨 등이 제작에 참여하였다.

## 출연
- 피어스 브로스넌 - 맥스 버뎃 역
- 살마 하예크 - 롤라 시릴로 역
- 우디 해럴슨 - 스탠 로이드 역
- 돈 치들 - 헨리 모레이 / 헨리 무어 역
- 나오미 해리스 - 소피 역
- 렉스 린 - FBI 요원 코왈스키 역
- 마이클티 윌리엄슨 - FBI 요원 스태퍼드 역
- 트로이 개리티 - 룩 역
- 오바 바바툰데 - 재커라이어스 역: 소피의 상관.
- 마이클 보언 - FBI 운전수 역
- 러셀 혼즈비 - 잔폴 역: 모레이의 경호원.
- 마크 모지스 - 레이커스 래글런 티셔츠를 입은 FBI 요원 역
- 로버트 커티스 브라운 - 그 옆에 앉은 FBI 요원 역
- 크리스 펜 - 소란스러운 팬 역
- 조엘 매키넌 밀러 - 웬들 역
- 앨런 데일 - 경비 책임자 역
- 노에미 르누아르 - 모레이의 여자 역
- 제프 갈린 - 론 역
- 레이철 해리스 - 준 역
- 리사 손힐 - 게일 역
- 존 마이클 히긴스 - 호텔 매니저 역 (크레디트 미기재)

 본인 역 카메오
- 셔킬 오닐 , 게리 페이턴, 칼 멀론, 필 잭슨(크레디트 미기재), 다이앤 캐넌(크레디트 미기재), 에드워드 노턴(크레디트 미기재)

## 기타 제작진
- 협력 제작: 제임스 M. 프라이태그, 키스 골드버그, 크리스 폴랙
- 배역: 빅토리아 토머스
- 미술: 제프리 커클런드
- 세트: 제니퍼 윌리엄스
- 의상: 리타 라이액

## 우리말 녹음
MBC 성우진
- 박일 - 맥스(피어스 브로스넌)
- 최한 - 스탠(우디 해럴슨)
- 박소라 - 롤라(살마 하예크)
- 권혁수 - 코왈스키(렉스 린) / 론(제프 갈린) / 스탠의 동료(마크 모지스)
- 이우신 - 웬들(조엘 매키넌 밀러) / 스탠의 동료(마이클 보언) / 헨리의 부하(러셀 혼즈비)
- 이종혁 - 스태퍼드(마이클티 윌리엄슨) / 에드(톰 맥가윈) / 스탠의 동료(로버트 커티스 브라운) / 경비 책임자(앨런 데일)
- 조예신 - 소피(나오미 해리스)
- 송준석 - 헨리(돈 치들)
- 문남숙 - 게일(리사 손힐)
- 방성준 - 소피의 상관(오바 바바툰데) / 경비원(폴 베네딕트)
- 이원찬 - 호텔 매니저(존 마이클 히긴스) / 경비원(앤서니 레이놀즈)
- 정재헌 - 게리 페이턴(본인) / 초대 손님(테드 데트와일러)
- 김두희 - 룩(트로이 개리티)
- 한경화 - 준(레이철 해리스)